# Derchairthinn
Santa Derchairthinn o Tarcairteann (fl. siglo VI) fue una santa irlandesa. Fue priora del monasterio de Oughter Ard en Ardclough (Condado de Kildare),
Su festividad se celebra el 8 de marzo. Se dice que pertenecía al linaje de Colla Uais, Alto rey de Irlanda.